# Mara Superior
Mara Superior (nascida em 1951) é uma artista americana conhecida pelo seu trabalho em cerâmica. Ela frequentou a Universidade de Connecticut e a Universidade de Massachusetts Amherst. O seu trabalho encontra-se incluído nas colecções do Museu Smithsoniano de Arte Americana, do Museu de Arte do Condado de Los Angeles, do Museu Everson de Arte e do Museu Currier de Arte.